# Palazzo Pepoli Campogrande

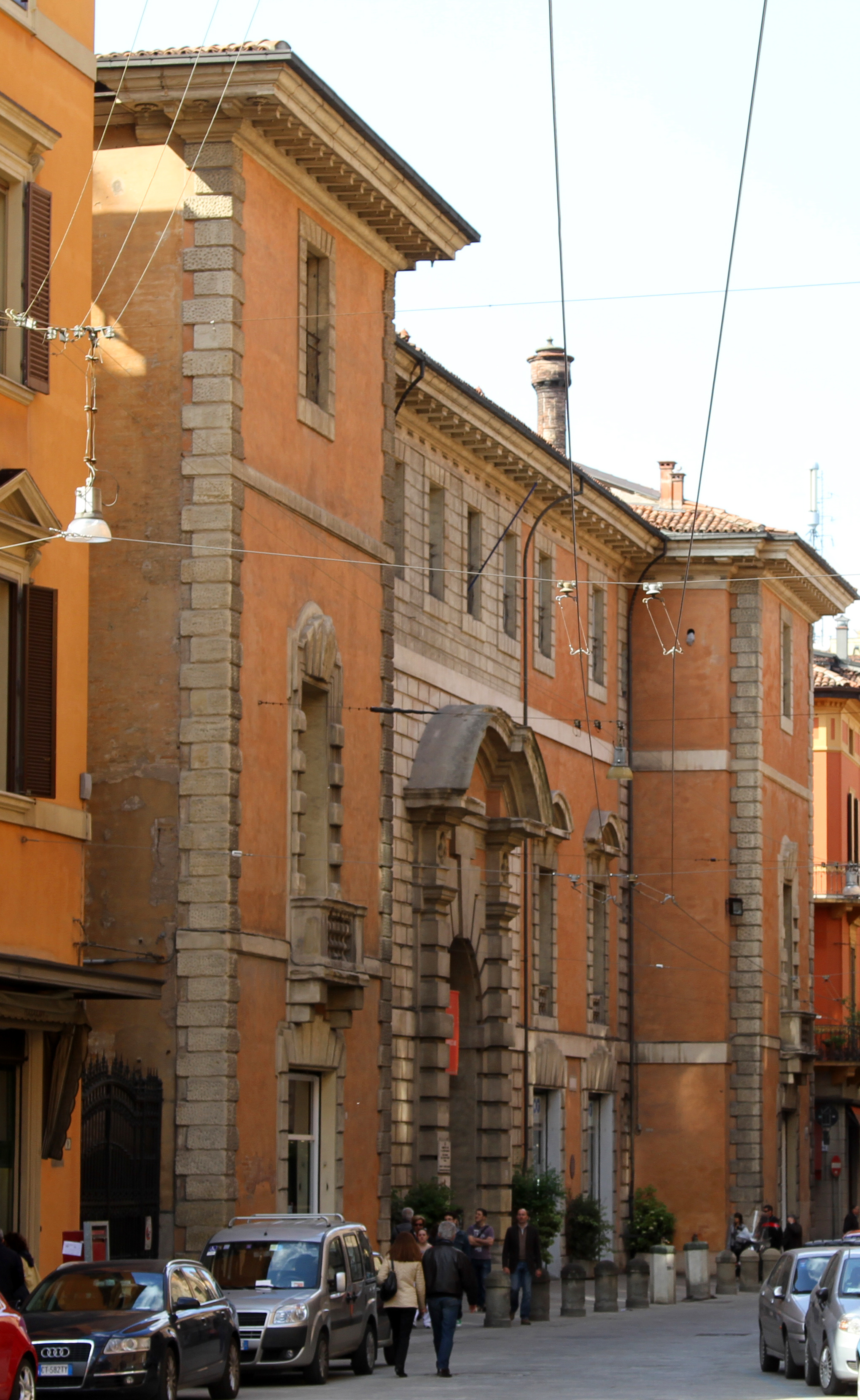
Palazzo Pepoli Campogrande, Fassade zur Via Castiglione hin

Palazzo Pepoli Campogrande (auch Palazzo Pepoli Nuovo, zur Unterscheidung vom Palazzo Pepoli Vecchio) ist ein Palast im Zentrum von Bologna in der italienischen Region Emilia-Romagna. Heute ist er Sitz der Pinacoteca Nazionale, die ihren Hauptsitz in der Via Belle Arti hat, und des fotografischen Archivs der SBSAE von Bologna.

## Geschichte
Der Palast wurde im Auftrag von Graf Odoardo Pepoli errichtet, der 1653 den Titel eines Senators erhalten hatte. Nach dem Tode von Odoardo Pepoli 1680 ließ ab 1683 sein Enkel Ercole Pepoli die Arbeiten fortsetzen und, nachdem dieser 1707 verstarb, wurden sie von Alessandro Pepoli fortgesetzt. Giovanni Battista Albertoni gestaltete die Fassade zur Via Castiglione hin und vermutlich ist ihm das gesamte Gebäude zuzuschreiben, während Giuseppe Antonio Torri die Fassade zur Via Clavature hin 1709 fertigstellte.
Die Familie Campogrande wurde später Eigentümer des Palastes und Edvige Campogrande stiftete in den 1960er-Jahren das Piano Nobile der Stadt Bologna: Dort ist heute ein Teil der Gemäldesammlung Zambeccari ausgestellt.

## Beschreibung

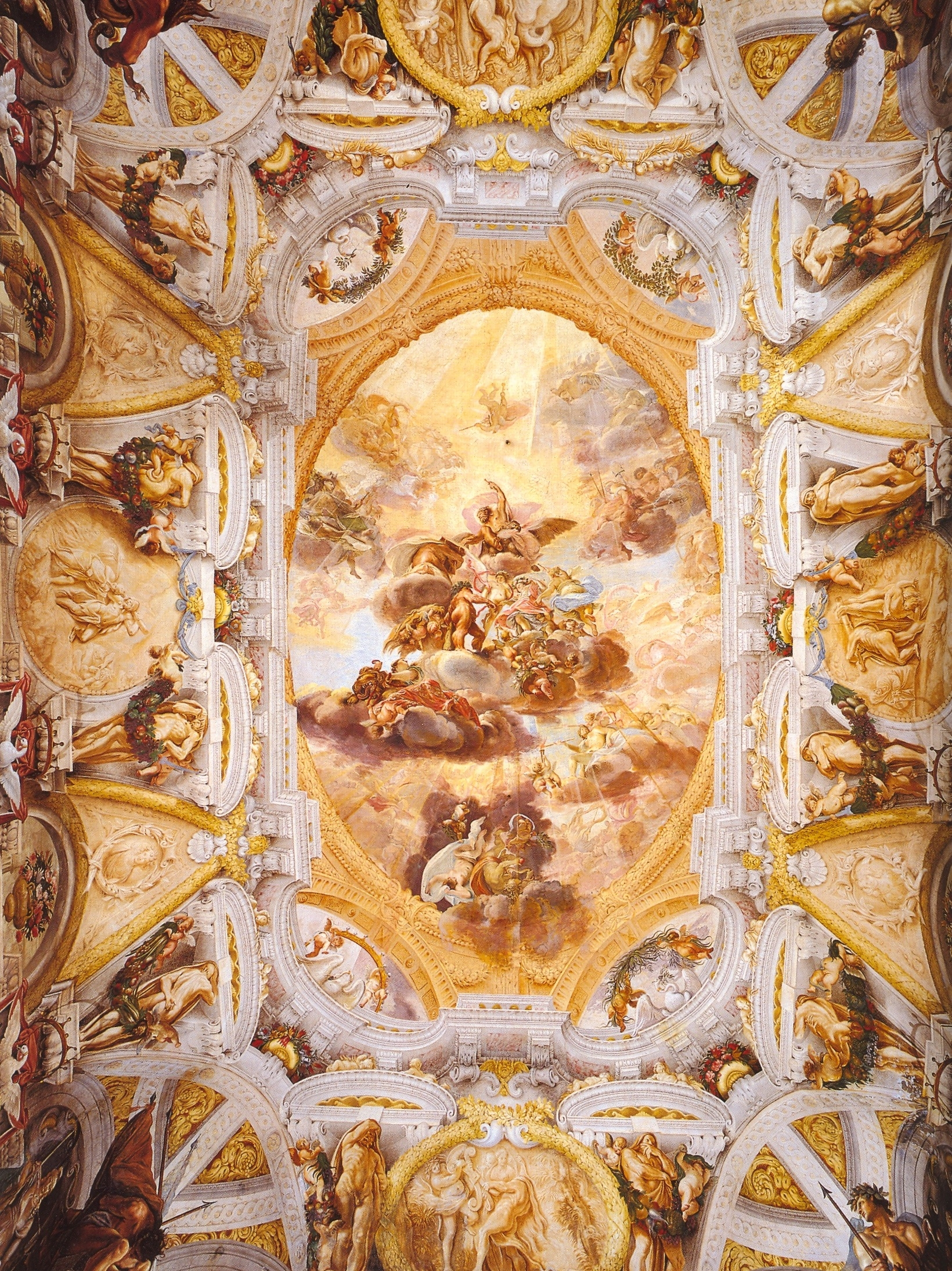
Die „Apotheose des Herkules im Olymp“ von Domenico Maria Canuti und Mengazzino im Ehrensalon

Die gesamten Dekorationen zielen darauf ab, die Dynastie der Pepoli zu feiern, die von reichen Bankern im 14. Jahrhundert zu Herren in Bologna wurden.
Wenn man durch das mit Bossenwerk verzierte Portal eintritt, findet man auf der rechten Seite die Ehrentreppe (um 1664) und die Eingangshalle (1690), vermutlich ein Werk von Gian Giacomo Monti; auf der Treppe sind zwei Stuckovale von Domenico Maria Canuti (1665) angebracht, die die Geschichte von Taddeo Pepoli zeigen. Dieser Künstler hat auch das Fresko der „Apotheose des Herkules im Olymp“ auf dem Gewölbe im Hauptsalon zwischen 1669 und 1671 in Zusammenarbeit mit Domenico Santi (genannt „Il Mengazzino“) geschaffen, der sich mit den gemalten architektonischen Ausblicken befasste.
Der anschließende Felsinasaal wurde 1690 von den Gebrüdern Rolli dekoriert; Giuseppe als Bildhauer und Antonio als Maler. Der Raum erhielt seinen Namen nach dem Fresko „Triumph der Felsina“. Im Saal der Jahreszeiten arbeitete dagegen nur Giuseppe Maria Crespi, der an der Decke den „Triumpf des Herkules“ schuf, umgeben von den Darstellungen der vier Jahreszeiten. Derselbe Künstler versah in der Folge auch die Decke des Olympsaales mit Fresken. Der Alexandersaal wurde schließlich 1710 vom gleichnamigen Mitglied der Familie Pepoli Donato Creti in Auftrag gegeben, der „Alexander den Großen, der den gordischen Knoten teilt“ abbildete.

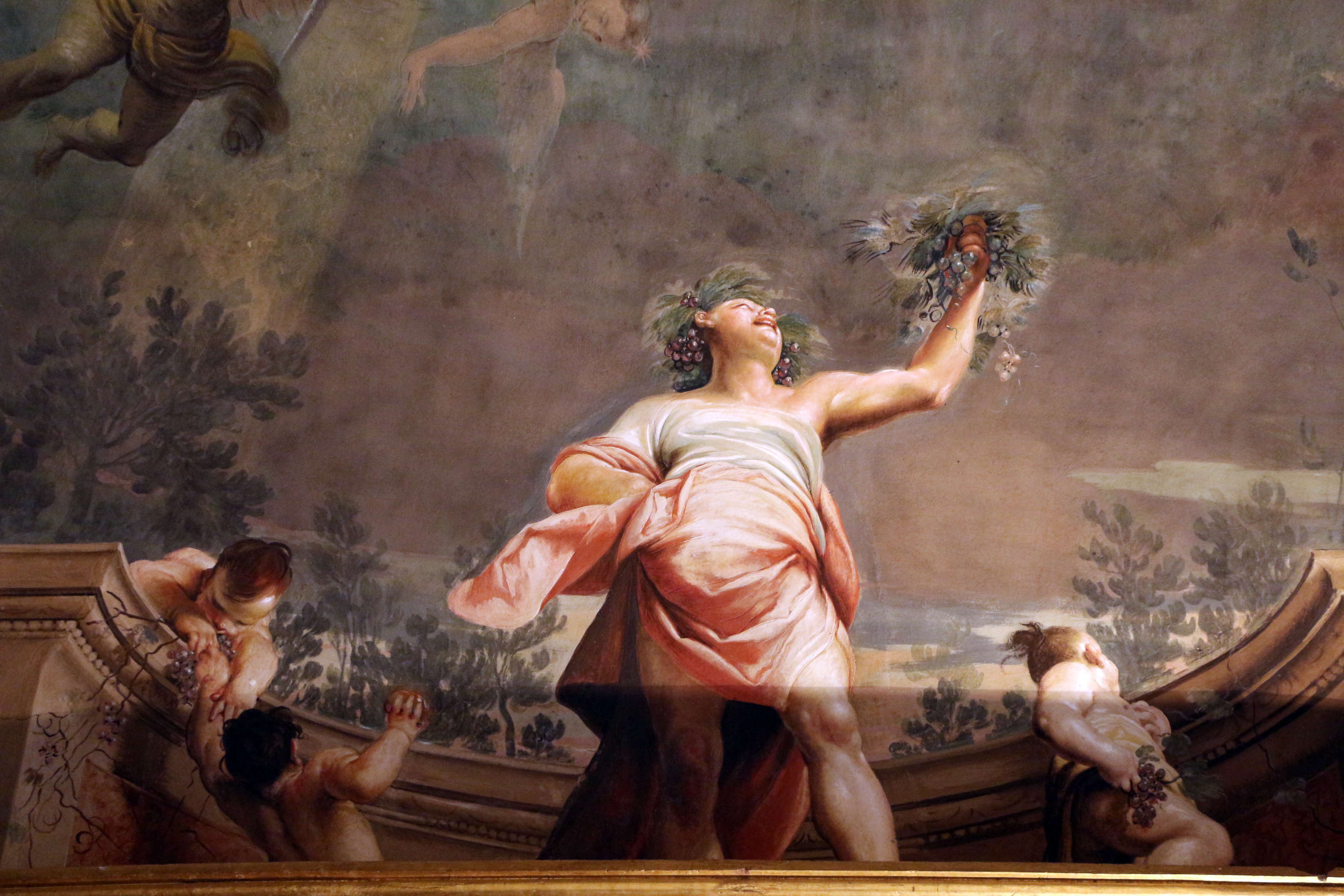
Frühjahr
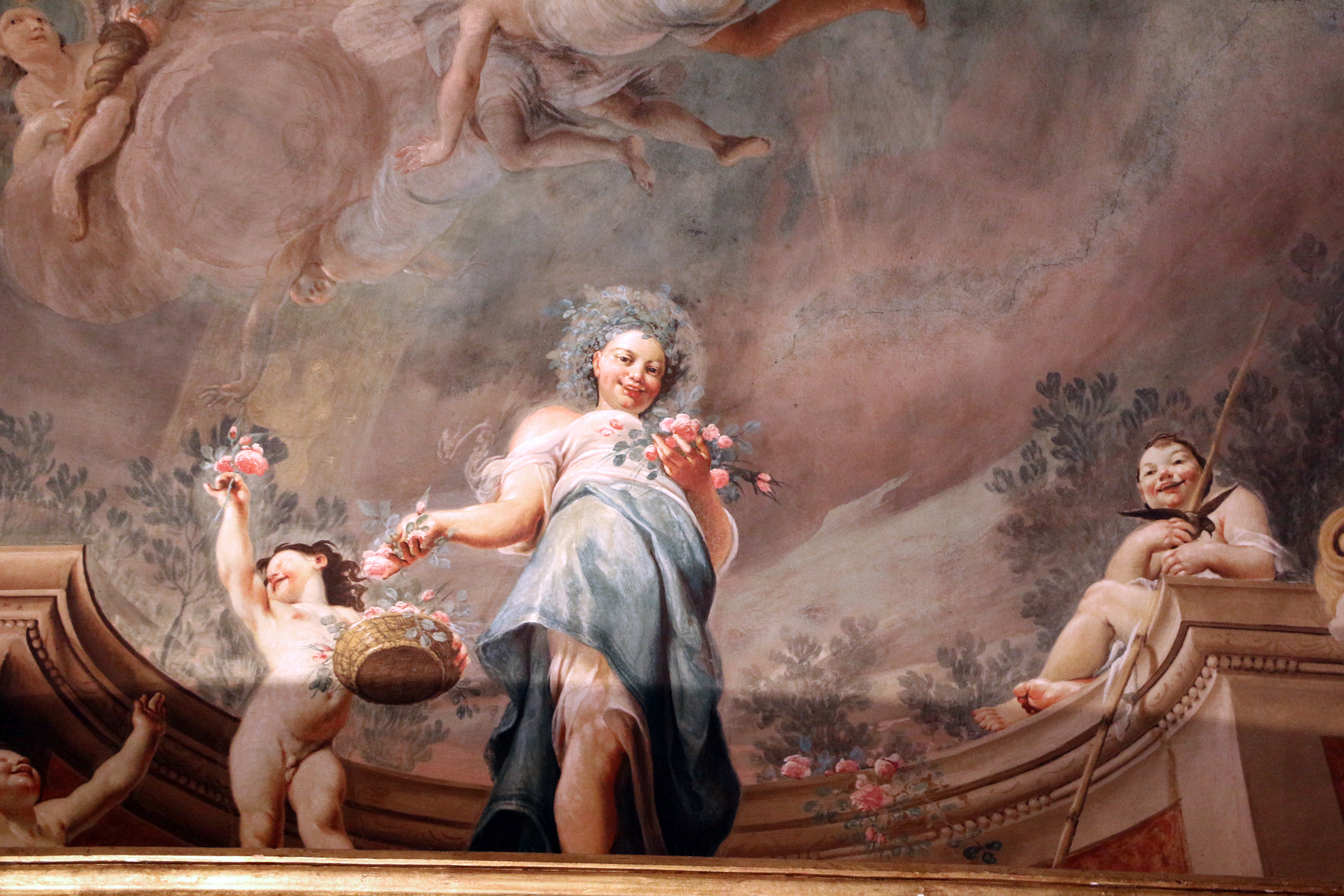
Sommer
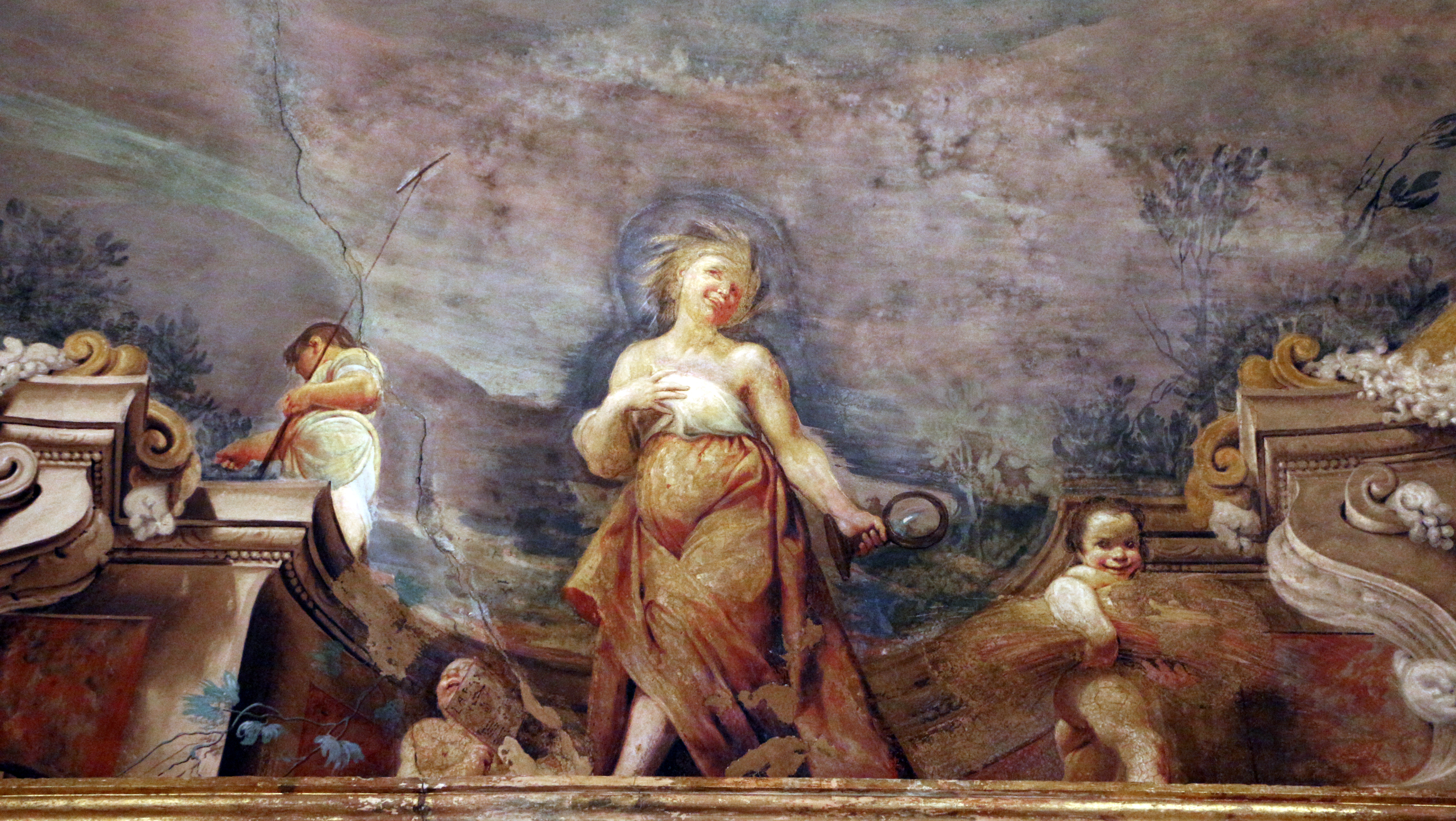
Herbst
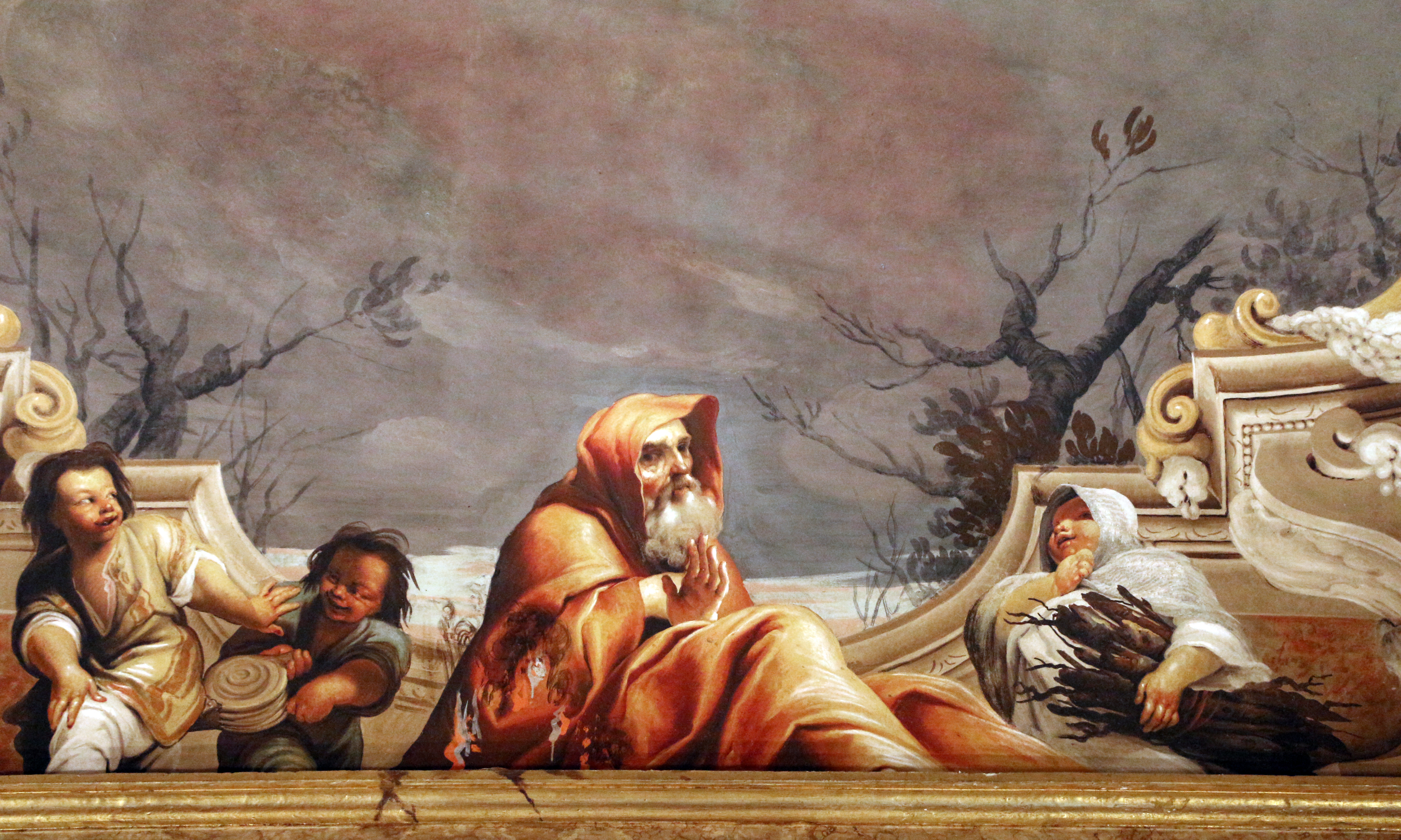
Winter

## Gemäldesammlung Zambeccari
Ursprünglich wurden die Gemälde von der Senatorenfamilie Zambeccari in ihrem eigenen Palast gesammelt und die einzigartige, aristokratische Bologneser Sammlung ist bis heute fast vollständig erhalten. Sie besteht aus über 300 Gemälden, hauptsächlich der Emilianer Schule, aber auch aus anderen Regionen Italiens und Flanderns.
1788 bestimmte Giacomo Zambeccari, dass sie der Öffentlichkeit zugänglich sein sollte und 1884 wurde sie in die Pinakothek übernommen. Ein Teil der Gemäldesammlung ist heute in den Sälen des Palazzo Pepoli Campogrande ausgestellt, darunter Werke von Crespi, Creti, Tizian, Ludovico Carracci, Guercino und Jacopo Palma dem Jüngeren.